# Anneliese Wertsch
Anneliese Wertsch (* 20. Januar 1922 in Würzburg; † 3. Juli 2008 in Bad Kissingen) war eine deutsche Schauspielerin.

## Leben
Die Tochter eines Landgerichtspräsidenten kam nach ihrer Schauspielausbildung 1949 in einem ihrer ersten Engagements zur Theatergemeinschaft „Fränkisches Theater“ im Schloss Wetzhausen. Hier spielte sie bis Mitte der 1950er Jahre viele wichtige Rollen wie die Katharina in Shakespeares Der Widerspenstigen Zähmung und die Eboli in Schillers Don Karlos sowie in Strindbergs Rausch, Sartres Die schmutzigen Hände oder Die schlaue Susanne von Lope de Vega.
In dieser Zeit war Wertsch einige Jahre mit dem Gründer des „Fränkischen Theaters“, Oskar Ballhaus, verheiratet. Aus dieser Ehe stammt die Kinderbuch-Illustratorin Verena Ballhaus. Später spielte Wertsch an Bühnen in Celle, Bremen und zuletzt in Mannheim.
An den Westfälischen Kammerspiele in Paderborn war sie gemeinsam mit ihrem zweiten Ehemann, dem Schauspieler, Regisseur und Intendanten Götz Olaf Rausch, engagiert und spielte dort u. a. in Henrik Ibsens Peer Gynt.
Dem „Fränkischen Theater“, das inzwischen auf das Schloss Maßbach umgezogen war, blieb sie immer verbunden und übernahm hier auch in späteren Jahren noch Rollen. Zuletzt war sie in Maßbach als Großmutter in Robert Thomas 8 Frauen und als Desolina in Don Camillo zu sehen.
Vereinzelt trat Wertsch auch im Fernsehen auf, so z. B. im Jahr 1989 im Tatort Bier vom Faß.